# 13033 Gardon
13033 Gardon è un asteroide della fascia principale. Scoperto nel 1989, presenta un'orbita caratterizzata da un semiasse maggiore pari a 2,6752772 UA e da un'eccentricità di 0,0387048, inclinata di 6,51074° rispetto all'eclittica.